# Арапайма
Арапайма (Arapaima gigas), известна в Бразилия и като пираруку, е една от най-едрите сладководни риби в света. Среща се в големите реки на Южна Америка, най-вече в Амазонка, Ориноко и Рио Парагвай. Оттук е пренесена и във водоемите в Тайланд, Виетнам и Малайзия, където се е аклиматизирала много добре. Видът често е обект на риболов, най-вече заради големите си размери.

## Размери
Пираруку е една от най-едрите сладководни риби в света. Възрастните риби достигат дължина над 4 метра и тегло 200 – 250 кг. По неофициални данни съществуват и по-едри екземпляри.

## Начин на живот
Тази риба обитава сравнително бедни на кислород води и затова на хрилете се е развила специфична тъкан, която подпомага дихателните способности. Благодарение на това пираруку може да преживява и сухите периоди, когато нивото на реките спада драстично. Когато някоя по-малка река пресъхне през сухия сезон, арапаймите, които я обитават оцеляват поради една своя уникална способност: рибата поглъща разтворен във водата кислород и се заравя дълбоко в пясъка или калта и изпада в летаргия. Когато пресъхналият водоем се напълни отново през дъждовния период, рибата излиза от летаргията и се разравя от укритието си.
Храни се основно с риба, а също и със земноводни и водоплаващи птици.

## Допълнителна информация
- World Conservation Monitoring Centre. Arapaima gigas //  Червен списък на застрашените видове 2006.   IUCN, 1996. Посетен на 6 май 2006. (на английски)
- (Lowe-McConnell 1987; Smith 1981, Luna and Froese, 2002)
- Gourmet Magazine (May 2007 Volume LXVII No. 5) Article: „The Quarter Ton Fish“ pg. 106; Condé Nast Publications
- National Geographic News Search Is on for World's Biggest Freshwater Fish